# 國立臺灣體育大學
國立臺灣體育大學（英語：National Taiwan Sport University），簡稱臺體大、臺灣體大、臺體、NTSU，是中華民國一所曾經存在的國立專業型大學，校區分設於桃園市、臺中市及嘉義縣，前身為國立體育學院及國立臺灣體育學院。
國立臺灣體育大學為中華民國首間大專院校整併失敗的案例，2009年兩校恢復獨立運作，並各取英文校名及中文簡稱使用至今。

## 概況

### 緣起
2005年，為使2009年世界運動會後比賽場館有妥善運用與管理，時任行政院長謝長廷指示行政院體育委員會推動「推動體育校院整併暨成立體育大學規劃構想書」，預計將臺北市立體育學院、國立體育學院以及國立臺灣體育學院新設合併為新的國立大學，國立臺東體育實驗高級中學改隸為其附設學校。
2006年，教育部成立籌備處；臺北市立體育學院則因臺北市議會未通過參與整併案而退出，並在2013年另行與臺北市立教育大學合併為臺北市立大學。
2007年，國立臺灣體育學院分別於4月和6月召開校務會議，對併校構想卻皆投下反對票，理由是未來校名、主要校區、教學和行政單位都未有共識。
教育部推動併校觸礁後，同意國立體育學院更名為「國立臺灣體育大學」報請行政院核准。此引起國立臺灣體育學院極度不滿，校友總會更動員陳抗。行政院經濟建設委員會遂再次推動兩校合併，並參考加利福尼亞大學系統模式進行。

### 二度併校
2008年2月1日，兩校合併為「國立臺灣體育大學」，並在國立中山大學附屬國光高級中學成立南部校區籌備處。合併初期兩校仍維持獨立運作，計劃在四年內完成整合，但因併校程序倉促且相關法規未臻完善，致使學校組織規程始終難產。

### 合併失敗
2009年，臺中校區經校務會議通過，向教育部提出終止併校作業，成為臺灣首例大專院校合併後取消的案例。8月1日正式回復為國立臺灣體育學院，隨後又申請更名為「國立臺灣體育大學」。
2011年12月，國立臺灣體育學院更名為國立臺灣體育運動大學，保留臺體大、臺灣體大的簡稱使用權。
原國立臺灣體育大學的英文校名則由國立體育大學擁有。

### 後續發展
時任監察委員程仁宏認為，教育部在國立臺灣體育大學併校案過程中，決策反覆且未落實校務稽核，予以提案糾正。

## 歷任校長
| 任別 | 姓名   | 任期          |
| ---- | ------ | ------------- |
| 1    | 周宏室 | 2008年-2009年 |